# Kevin Jonas
Paul Kevin Jonas II (ur. 5 listopada 1987 w Teaneck) – amerykański aktor, wokalista, autor tekstów i piosenek, znany przede wszystkim z występów w zespole Jonas Brothers, który współtworzy wraz z braćmi Joe i Nickiem.
W 2009 roku ożenił się z Danielle Deleasa wraz z którą ma córki - Alena Rose Jonas (ur. 2014) i Valentina Angelina Jonas (ur. 2016).
W latach 2012–2013 występował wraz z żoną w reality show Married to Jonas emitowanym na antenie stacji telewizyjnej E!.

## Filmografia
| Rok  | Tytuł                                                    | Rola             | Uwagi       |
| ---- | -------------------------------------------------------- | ---------------- | ----------- |
| 2007 | Hannah Montana-odc."Ja i Bracia Jonas"                   | jako on sam      | Gościnnie   |
| 2008 | Hannah Montana & Miley Cyrus:Best of Both Worlds Concert | jako on sam      | Gościnnie   |
| 2008 | Camp Rock                                                | Jason            | Rola główna |
| 2008 | Jonas Brothers:Spełnione Marzenia                        | jako on sam      | Główna rola |
| 2008 | Igrzyska Disney Channel                                  | jako on sam      |             |
| 2008 | Jonas Brothers: Koncert 3D                               | jako on sam      |             |
| 2009 | J.O.N.A.S!                                               | jako Kevin Lucas | Główna rola |
| 2009 | Camp Rock 2: Wielki finał                                | Jason            | Główna rola |
| 2009 | Noc w Muzeum 2                                           | Amorek#1         | Głos        |
| 2010 | Jonas L.A.                                               | jako Kevin Lucas | Główna rola |